# Pilaubrug
De Pilaubrug (brug 2433) is een toekomstige vaste brug in Amsterdam-West. De naam verwijst naar de voormalige Pruissische Oostzeehaven Pilau (spelling uit 18e eeuw), het huidige Russische Baltiejsk, dat belangrijk was voor de houthandel met Amsterdam.
Deze voetbrug verbindt vanaf eind 2018 over de Pernaugracht het Stettineiland met het Revaleiland in de woonbuurt Houthavens die in de jaren tien van de 21e eeuw wordt aangelegd. De brug wordt gebouwd op het moment dat in verband met de bouwactiviteiten er nog geen water te bekennen is, de geulen die later uitgegraven worden tot grachten zijn wel al zichtbaar in het landschap. 
Het ontwerp is afkomstig van Verburg Hoogendijk Architecten, Parkland Landschapsarchitecten en Paul de Kort. Zij lieten zich inspireren door dé bruggenarchitect van Amsterdam Piet Kramer. Zijn bruggen volgen qua ontwerp veelal de Amsterdamse School, een bouwstijl die alhoewel gemoderniseerd wordt teruggevonden in de bebouwing van het Stettineiland, maar ook in de Spaarndammerbuurt, gelegen net ten zuiden van de nieuwe woonwijk. De ontwerpers kozen daarbij voor de pylonen van de P.L. Kramerbrug (brug 400), maar dan in gemoderniseerde en afgeslankte vorm. Zij wordt opgebouwd uit prefab-betonelementen (zorgde voor minder vervuiling tijdens transport) waarin gerecycled betongranulaat (in het kader van duurzaam bouwen) is verwerkt. Opvallend aan deze en andere voetbruggen hier is dat zij schuin over de gracht komt te liggen, waarbij ook het doorlopende voetpad de woonblokken schuin doorsnijdt. Verkeersbruggen en –wegen staan loodrecht op de grachten en woonblokken.
In maart 2023 lag de nog niet geheel voltooide brug over een nog niet afgegraven gracht.

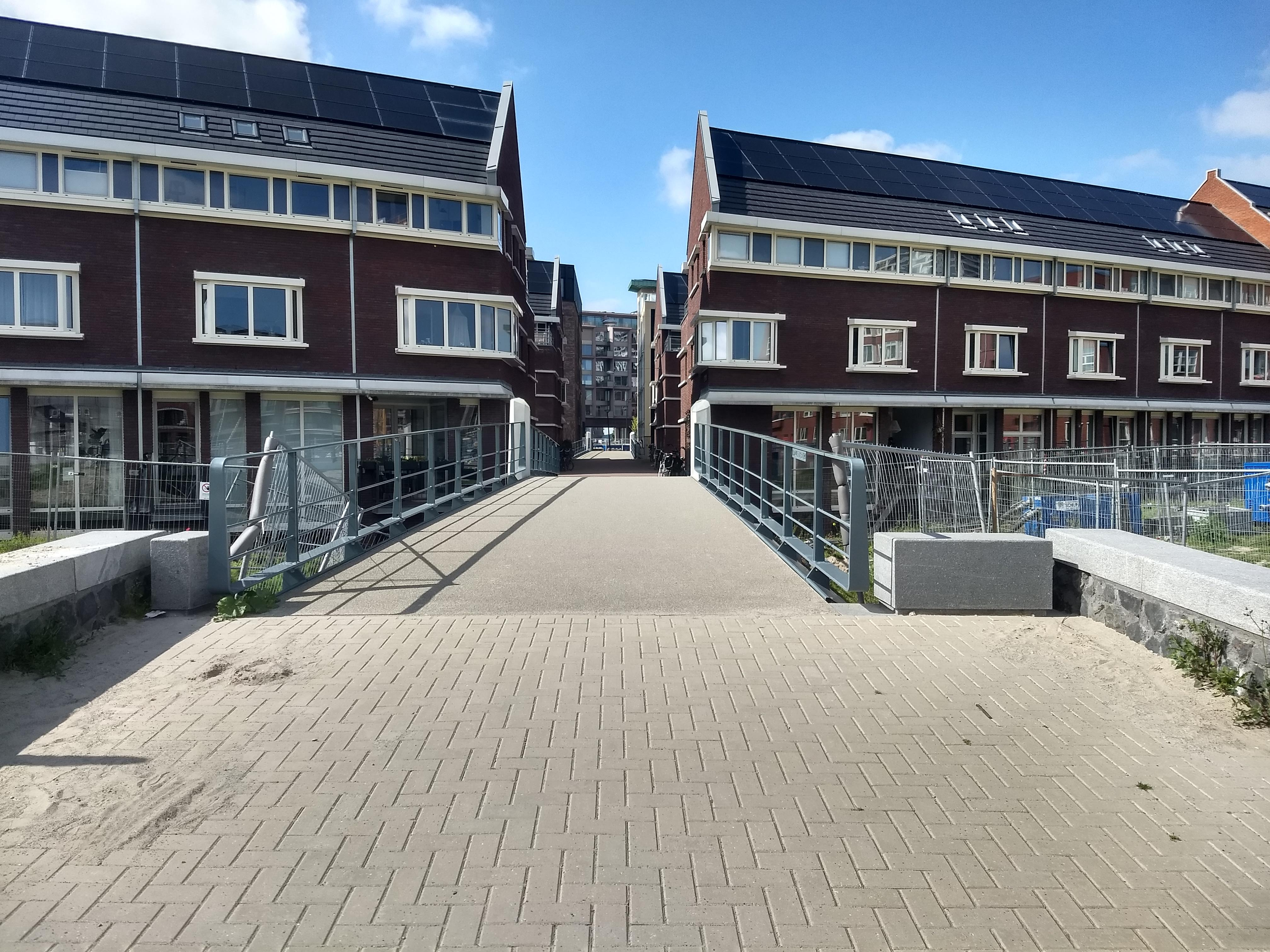
Pilaubrug (mei 2021; deels in opbouw)

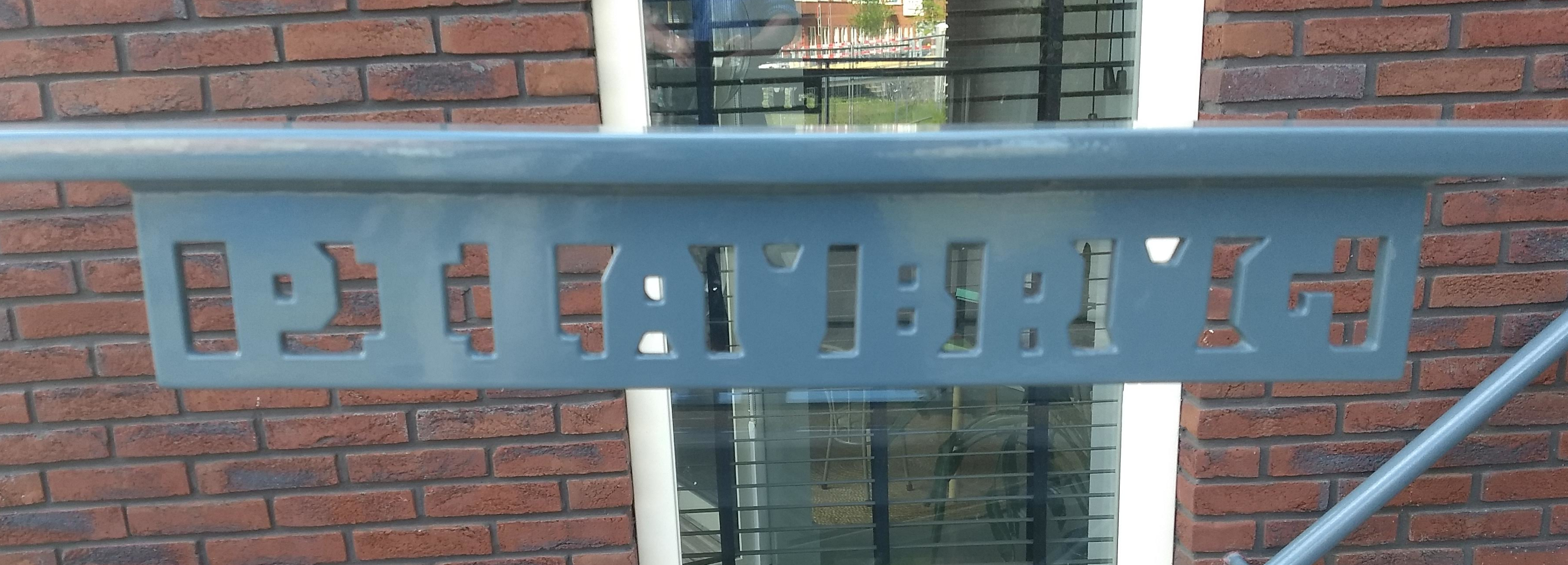
Naambord Pilaubrug van Amsterdam (mei 2021)

Elseneurbrug · Gevlebrug · Helsingforsbrug ·  Kalmarbrug · Kolbergbrug · Koningsbergenbrug · Kronstadtbrug · Lübeckbrug · Pernaubrug · Pilaubrug · Rostockbrug · Stralsundbrug · Windaubrug · Wisbybrug · Wismarbrug
2400 · 2401 · 2402 · 2403 · 2404 · 2405 · 2406 · 2407 · 2408 · 2409 ·  2410 · 2411 · 2412 · 2413 · 2414 · 2415 · 2421 · 2422 · 2423 · 2424 · 2425 · 2426 · 2427 · 2428 · 2429 · 2430 · 2431 · 2432 · 2433 · 2434 · 2435 · 2436 · 2437 · 2438 · 2439 · 2441 · 2451-2453 · 2454 · 2455 · 2456 · 2457 · 2459 · 2461 · 2462 · 2468 · 2469 · 2470 · 2471 · 2472 · 2473 · 2474 · 2475 · 2476 · 2477 · 2478 · 2480 · 2481 · 2482 · 2483 · 2484 · 2485 · 2486 · 2487 · 2488 · 2489 · 2490 · 2491 · 2492 · 2493 · 2494-2499
Brugnummers 2416, 2417, 2418, 2419, 2420, 2441, 2442, 2443, 2444,  2445, 2446, 2447, 2448, 2449, 2450, 2458, 2460, 2463, 2464, 2465, 2466, 2467, 2479 zijn niet vergeven.